# بولي (الصين)
بولي (بالصينية: 博乐市 )‏ هي مدينة على مستوى مقاطعة، في جمهورية الصين الشعبية، تتبع Bortala Mongol Autonomous Prefecture ‏، بلغ عدد سكانها 227,060 نسمة، تبلغ مساحتها 7,790 كيلومتر مربع، رمزها البريدي هو 833400.